# Starokulatkinsky (huyện)
Huyện Starokulatkinsky (tiếng Nga: ? райо́н) là một huyện hành chính tự quản (raion), của Tỉnh Ulyanovsk, Nga. Huyện có diện tích 1230 km², dân số thời điểm ngày 1 tháng 1 năm 2000 là 18400 người. Trung tâm của huyện đóng ở Stara Kulatka.